# Inulanthera thodei
Inulanthera thodei là một loài thực vật có hoa trong họ Cúc. Loài này được (Bolus) Källersjö mô tả khoa học đầu tiên năm 1986.